# ميلاني دوتي
ميلاني دوتي (بالفرنسية: Mélanie Doutey)‏ هي ممثلة فرنسية ولدت في يوم 22 نوفمبر 1978 في مدينة باريس في فرنسا، بدأت التمثيل في سنة 1999، وأشهر أفلامها هو فيلم الذئب في سنة 2004 وألذي كان يتكلم عن نشاط مجموعة إيتا الانفصالية الباسكية، إرتبطت ميلاني بالممثل جيل لالوك من سنة 2003 إلى سنة 2013 وأنجبت منه طفله في سبتمبر 2009.

## الأعمال
- بين الأصدقاء

## روابط خارجية
- ميلاني دوتي على موقع IMDb (الإنجليزية)
- ميلاني دوتي على موقع ألو سيني (الفرنسية)
- ميلاني دوتي على موقع ميوزك برينز (الإنجليزية)
- ميلاني دوتي على موقع أول موفي (الإنجليزية)
- ميلاني دوتي على موقع ديسكوغز (الإنجليزية)
- ميلاني دوتي على موقع قاعدة بيانات الفيلم (الإنجليزية)
- ميلاني دوتي على موقع كينوبويسك (الروسية)